# Gerson Valle
Gerson Nicolás Valle Alvear (n. Concepción, Chile; 9 de noviembre de 1989) es un futbolista chileno. Se desempeña como volante ofensivo y actualmente milita en Fernández Vial. Debutó profesionalmente en el año 2006, jugando por Huachipato.
Actualmente detenido por trafico de drogas.

## Clubes
| Club                  | País          | Año       |
| --------------------- | ------------- | --------- |
| Huachipato            | Chile         | 2006      |
| Lower Hutt City       | Nueva Zelanda | 2007-2009 |
| Fernández Vial        | Chile         | 2010-2013 |
| Huachipato            | Chile         | 2014      |
| Deportes Concepción   | Chile         | 2014-2015 |
| Unión San Felipe      | Chile         | 2015-2016 |
| Deportes Puerto Montt | Chile         | 2016-2018 |
| Fernández Vial        | Chile         | 2019-aCT. |

## Palmarés

### Campeonatos nacionales
| Título             | Club           | País  | Año    |
| ------------------ | -------------- | ----- | ------ |
| Tercera División A | Fernández Vial | Chile | 2013-A |
| Tercera División A | Fernández Vial | Chile | 2013-C |